# Giorgio Tavecchio
Pour les articles homonymes, voir Tavecchio.
(en) Statistiques sur pro-football-reference
Giorgio Tavecchio, né le 16 juillet 1990 à Milan, est un joueur italien de football américain qui évolue au poste de kicker avec les Dragons de Barcelone (Espagne).
Il a joué en tant que titulaire dans la National Football League (NFL), toute la saison 2017 pour les Raiders d'Oakland et trois matchs pour les Falcons d'Atlanta en 2018.

## Biographie
Durant sa carrière universitaire, il joue avec les Golden Bears représentants l'université de Californie à Berkeley dans la NCAA Division I FBS.
Signé en tant que joueur non drafté par les 49ers de San Francisco en 2012, il attend la saison 2017 pour obtenir une chance en match officiel chez les Raiders d'Oakland,. L'année suivante, il joue pour les Falcons d'Atlanta mais n'est titulaire que lors de trois matchs,. Il est engagé dans la XFL par les Wildcats de Los Angeles (en) en 2020,. Après un dernier essai chez les Titans du Tennessee en 2021,, il revient en Europe chez les Seamen de Milan mais se lie finalement avec les Dragons de Barcelone jouant dans l'European League of Football dès la saison 2021.

## Statistiques
| Année      | Équipe     | MJ |        | Field goals | Field goals | Field goals | Field goals |         | Extra Points | Extra Points | Extra Points |
| Année      | Équipe     | MJ | Tentés | Réussis     | %           | Long        | Tentés      | Réussis | %            |              |              |
| 2017       | Raiders    | 16 | 21     | 16          | 76,2        | 53          | 34          | 33      | 97,1         |              |              |
| 2018       | Falcons    | 03 | 05     | 05          | 100         | 56          | 08          | 08      | 100          |              |              |
| Totaux NFL | Totaux NFL | 19 | 26     | 21          | 80,8        | 56          | 42          | 41      | 97,6         |              |              |